# 최상업
최상업(崔相嶪, 1922년 4월 1일 ~ 2004년 12월 30일)은 대한민국의 교육자, 정치인이다. 본관은 해주.
평안남도 평원군 출신이다. 1942년 일본 제3고교를 졸업하고 해방되던 45년에 일본 교토 대학 화학과를 마쳤으며, 1957년에는 미국 퍼듀 대학교에서 이학박사 학위를 취득했다.
1945년부터 1960년까지 서울대학교 교수로 재직한 후 1960년 원자력연구소에서 소장 서리로 일했으며, 1961~1966년에는 연세대학교, 미국 보스턴 대학교, 한양대학교 교수를 거쳐 88년까지 서강대학교 이공대 화학과 교수로 지냈다.
서강대학교 부총장과 대한화학회 회장 등을 역임한 후 1981년 민정당 소속 전국구로 제11대 국회의원에 당선됐으며, 그해 학술원 회원이 됐다.

## 역대 선거 결과
| 실시년도 | 선거  | 대수 | 직책     | 선거구 | 정당       | 득표수      | 득표율         | 순위        | 당락 | 비고 |
| -------- | ----- | ---- | -------- | ------ | ---------- | ----------- | -------------- | ----------- | ---- | ---- |
| 1981년   | 총선  | 11대 | 국회의원 | 전국구 | 민주정의당 | 5,776,624표 | \| \| 35.6% \| | 전국구 13번 |      | 초선 |
|          | 35.6% |      |          |        |            |             |                |             |      |      |